# Green Dolphin 38
Die SDARI Green Dolphin 38 ist eine Massengutschiffstyp, von dem etwa 100 Einheiten in der VR China gebaut wurden, sodass er als Standardschiff bezeichnet werden kann.

## Einzelheiten
Die Green-Dolphin-38-Baureihe wurde vom Shanghai Merchant Ship Design & Research Institute (SDARI) auf der Basis des Typs SDARI Dolphin 37 entworfen und seit 2015 auf 13 chinesischen Werften für verschiedenste Reedereien gebaut. Die Schiffe sind als Handymax- beziehungsweise Supramax-Massengutschiffe mit achtern angeordneten Aufbauten ausgelegt. Sie haben fünf Laderäume mit jeweils eigener Luke, deren Lukendeckel hydraulisch betätigt werden. Der gesamte Laderaumrauminhalt beträgt bei Schüttgütern 50.800 m³. Zum Ladungsumschlag stehen vier mittschiffs angebrachte, hydraulische Schiffskräne zur Verfügung, die jeweils 30 t heben können.
Der Schiffstyp kann bei einem Entwurfstiefgang von 9,50 m rund 33.400 Tonnen und bei maximaler Abladung auf 10,50 m 38.800 Tonnen transportieren. Die Einheiten sind auf den Transport verschiedener Massengüter, wie zum Beispiel Getreide, Kohle, Mineralien inklusive verschiedener Gefahrgüter, ausgelegt. Die Tankdecke der Laderäume ist für den Erztransport verstärkt. Es können darüber hinaus auch Sackgüter, Stahlprofile, -röhren und andere Massenstückgüter, jedoch keine Decksladungen transportiert werden.
Der Antrieb der Schiffe besteht aus einem Zweitakt-Dieselmotor. Der Motor des Typs Wärtsilä 5RT Flex ermöglicht eine Geschwindigkeit von etwa 14 Knoten.